# Lucius M. Boomer
Lucius M. Boomer (Nova Iorque, 22 de agosto de 1878 – Hamar, 26 de junho de 1947) foi um empresário e hoteleiro norte-americano, responsável pelo gerenciamento de vários dos mais luxuosos hotéis dos Estados Unidos na primeira metade do século XX.
Boomer era totalmente dedicado ao seu trabalho, demonstrando grande disciplina e cuidado com sua equipe, tornando-se um dos mais famosos hoteleiros da época. Boomer ficou interessado no hotel Waldorf–Astoria em 1916 após a morte de George Boldt, um dos proprietários, comprando o estabelecimento e algum tempo depois o Bellevue-Stratford, outro hotel que pertencia a Boldt.
Além disso, tornou-se em 1920 o diretor da Louis Sherry Ice Cream and Chocolate Company, e algum tempo depois também o presidente da rede de restaurantes Savarin, Inc.. Boomer foi um dos principais responsáveis pela decisão de demolir o Waldorf–Astoria em 1929 e construir um novo hotel na cidade em 1931. Ele continuou a administrar seus hotéis até morrer em junho de 1947.